# Ikeda Hayato

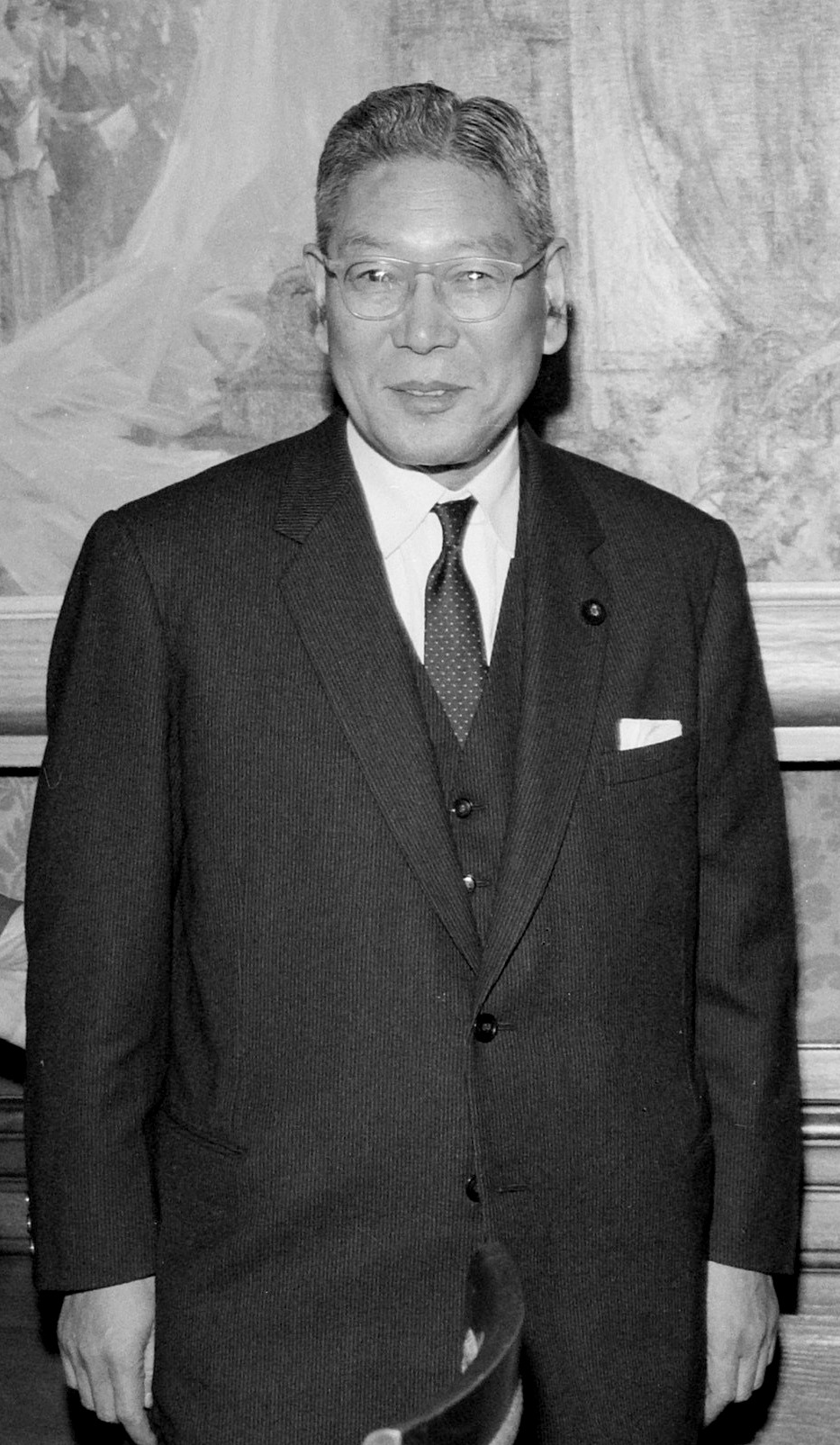
Ikeda Hayato, 1962

Ikeda Hayato (japanisch 池田 勇人; * 3. Dezember 1899 in Takehara, Präfektur Hiroshima; † 13. August 1965) war ein japanischer Politiker der Liberaldemokratischen Partei LDP (Jiyūminshutō). Er war vom 19. Juni 1960 bis zum 9. November 1964 der 38. Premierminister von Japan.

## Leben

### Regierungsbeamter, Abgeordneter und Minister
Ikeda Hayato absolvierte nach dem Schulbesuch ein Studium an der Rechtswissenschaftlichen Fakultät der Kaiserlichen Universität Kyōto und begann nach dessen Abschluss 1925 seine berufliche Laufbahn als Mitarbeiter im Finanzministerium. Nachdem er zeitweise wegen einer Erkrankung beurlaubt war, kehrte er ins Finanzministerium zurück und wurde 1945 Direktor der Abteilung Steuern sowie 1947 vom damaligen Premierminister Yoshida Shigeru zum Vize-Finanzminister für Verwaltungsangelegenheiten ernannt.

Premierminister Yoshida Shigeru mit Mitgliedern der japanischen Delegation bei der Unterzeichnung des Friedensvertrages von San Francisco am 8. September 1951

Bei den Wahlen am 23. Januar 1949 wurde Ikeda für die Demokratisch-Liberalen Partei (Minshu-Jiyū-tō) zum Mitglied des Unterhauses (Shūgiin), dem er bis zu seinem Tode als Vertreter der Präfektur Hiroshima angehörte. Unmittelbar nach der Wahl berief ihn Premierminister Yoshida am 16. Februar 1949 als Finanzminister (Ōkura-daijin) in dessen drittes Kabinett und bekleidete dieses Ministeramt bis zum 30. Oktober 1952. In dieser Funktion trugen seine sogenannten Neun Prinzipien der wirtschaftlichen Stabilität nach dem Ende des Zweiten Weltkrieges maßgeblich zur Stärkung der Wirtschaft durch Verringerung der Inflation bei. Diese starke Deflationspolitik hatte er zusammen mit dem von der US-amerikanischen Besatzungsmacht entsandten Regierungsberater und Banker Joseph Dodge entwickelt. Während seiner Amtszeit als Finanzminister gehörte er auch zur japanischen Delegation bei der Unterzeichnung des Friedensvertrages von San Francisco am 8. September 1951, durch den Japan auf den japanischen Hauptinseln und weiteren Inseln die volle Souveränität zurückerhielt und der dadurch offiziell die Besatzungszeit beendete. Zugleich fungierte er in dieser Zeit zwischen dem 17. Februar und dem 11. April 1950 auch erstmals als Minister für Internationalen Handel und Industrie (Tsūshō-sangyō-daijin).
Im vierten Kabinett Yoshida übernahm Ikeda Hayato am 30. Oktober 1952 abermals den Posten als Minister für Internationalen Handel und Industrie sowie als Direktor des Wirtschaftsrates, musste aber nach einer kritisierten Rede im Parlament am 29. November 1952 zurücktreten und wurde daraufhin von Ogasawara Sankurō abgelöst. 1953 übernahm er von Fudayū Kogure den Posten als Vorsitzender des einflussreichen Politischen Forschungsrates der Liberaldemokratischen Partei LDP (Jiyūminshutō) und übte diese Funktion bis zu seiner Ablösung durch Mizuta Mikio 1954 aus. er selbst wurde daraufhin Nachfolger von Satō Eisaku als Generalsekretär der LDP, wurde aber bereits kurze Zeit später von Ishii Mitsujirō abgelöst. Am 23. Dezember 1956 übernahm er wiederum den Posten als Finanzminister im Kabinett Ishibashi und übte dieses Amt bis zum 10. Juli 1957 auch im ersten Kabinett Kishi aus.

### Vorsitzender der LDP und Premierminister

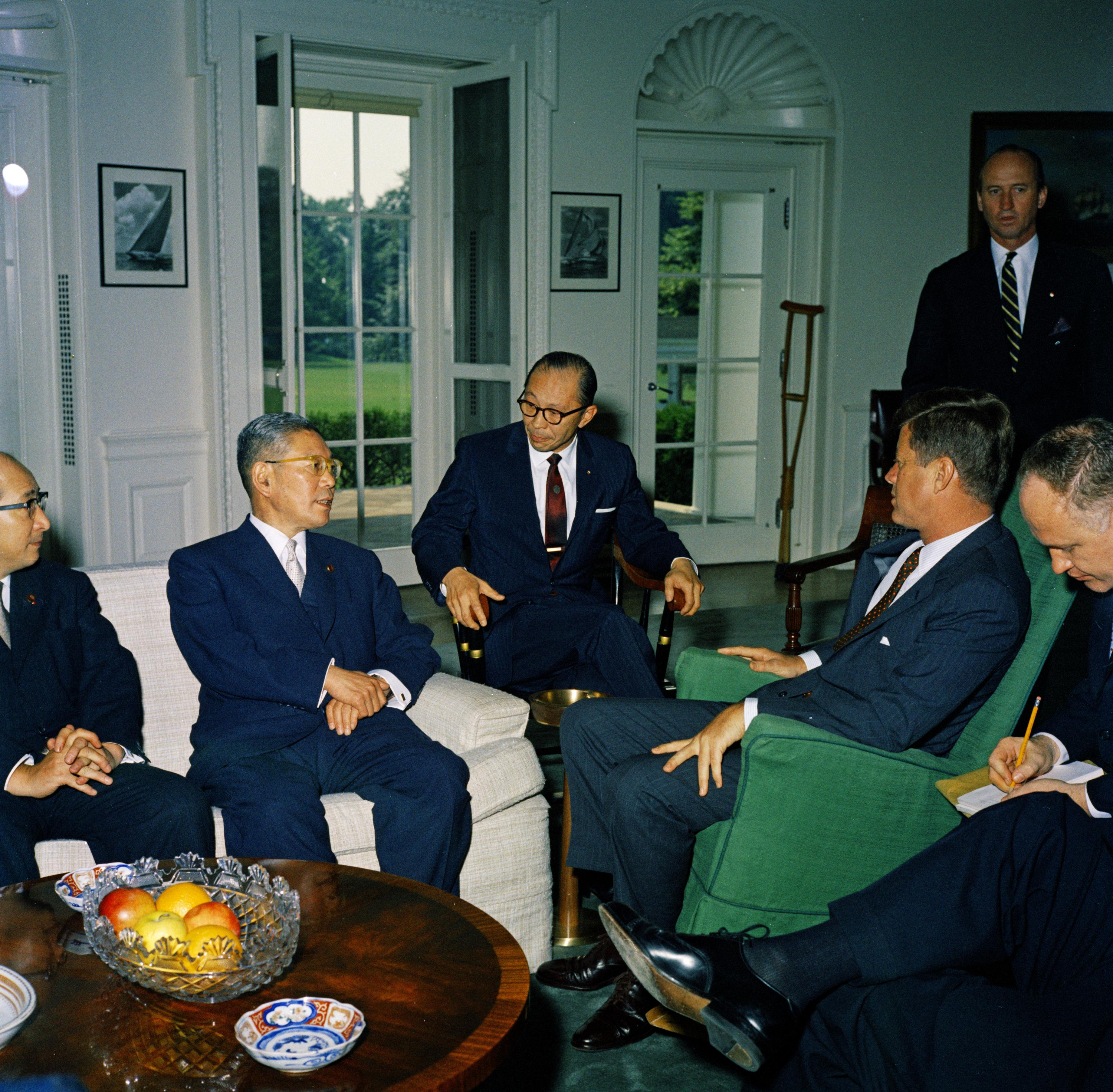
Premierminister Ikeda Hayato im Gespräch mit US-Präsident John F. Kennedy (1961)

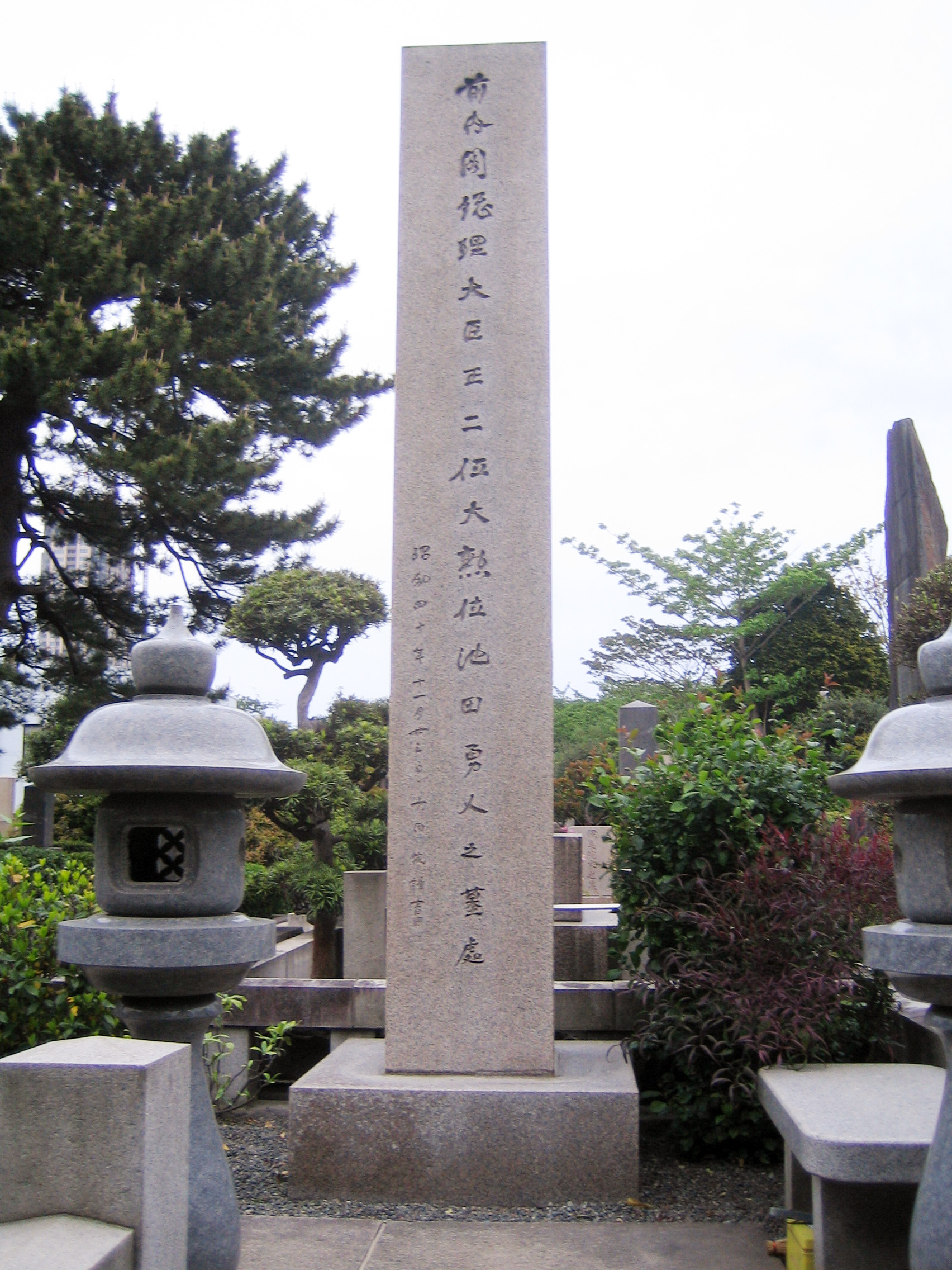
Grabstätte von Ikeda Hayato auf dem Aoyama-Friedhof

1957 übernahm Ikeda Hayato den Posten als Vorsitzender der Kōchikai, der heute ältesten und größten Faktion der LDP und bekleidete diese Funktion bis zu seinem Tode 1965, woraufhin Shigesaburō Maeo sein Nachfolger wurde. Im zweiten Kabinett Kishi war er zwischen dem 12. Juni und dem 10. Dezember 1958 zuerst Minister ohne Geschäftsbereich sowie im Anschluss nach einer Kabinettsumbildung vom 18. Juni 1959 bis zum 19. Juli 1960 abermals Minister für Internationalen Handel und Industrie.
Nach dem Kishi Nobusuke aufgrund von Großdemonstrationen und Studentenprotesten gegen den Vertrag über gegenseitige Kooperation und Sicherheit zwischen Japan und den Vereinigten Staaten am 14. Juli 1960 als Vorsitzender der LDP zurückgetreten war, kandidierte Ikeda neben mehreren anderen Politikern für das Amt des Parteivorsitzenden. Aus dem ersten Wahlgang ging er mit 246 Stimmen vor Ishii Mitsujirō (196 Stimmen), Fujiyama Aiichirō (49 Stimmen), Matsumura Kenzō (5 Stimmen), Ōno Bamboku (1 Stimme) und Satō Eisaku (1 Stimme) zwar als Erster hervor, verpasste allerdings die notwendige Mehrheit. Im darauf folgenden zweiten Wahlgang errang er mit 302 Stimmen eine deutliche Mehrheit vor Ishii Mitsujirō (194 Stimmen) und wurde damit neuer Vorsitzender der LDP.
Nach dem Rücktritt Kishis als Premierminister übernahm er am 19. Juli 1960 auch dieses Amt. In seiner Amtszeit als Premierminister verfolgte er eine Politik für ein schnelleres Wirtschaftswachstum und legte kurz nach seinem Amtsantritt einen Einkommensverdopplungsplan vor, der bis 1969 eine Verdopplung des Bruttosozialprodukts als Volkseinkommen vorsah. Hierzu sollten die Ausgaben des öffentlichen Sektors erhöht und Steuern gesenkt werden. Zugleich sah der Plan Maßnahmen vor, der sowohl die Inflation als auch das Zinsniveau niedrig halten sollte. Des Weiteren unternahm er Bemühungen zum Abbau von Handelsbeschränkungen für japanische Produkte auf ausländischen Märkten. Darüber hinaus pflegte er im Bereich der Außenpolitik die engen Beziehungen zu den USA in Wirtschafts- und Sicherheitsangelegenheiten, während er andererseits die Handelsbeziehungen zur Volksrepublik China und zur Sowjetunion stärkte. Am 14. Juli 1962 wurde er bereits im ersten Wahlgang mit 391 Stimmen wieder zum Parteivorsitzenden gewählt und lag damit deutlich vor den Mitbewerbern Satō Eisaku (17 Stimmen), Ichimada Hisato (6 Stimmen), Kishi Nobusuke (5 Stimmen), Fujiyama Aiichirō (3 Stimmen), Yoshida Shigeru (2 Stimmen), Fukuda Takeo (2 Stimmen), Takahashi Hitoshi (1 Stimme) sowie Shōriki Matsutarō (1 Stimme). Auch seine dritte Kandidatur für den Vorsitz der LDP am 10. Juli 1964 konnte er mit 242 Stimmen im ersten Wahlgang vor Satō Eisaku (160 Stimmen), Fujiyama Aiichirō (72 Stimmen) und Nadao Hirokichi (1 Stimme) für sich entscheiden.
Am 9. November 1964 trat Ikeda Hayato aus gesundheitlichen Gründen zur Behandlung einer Kehlkopfkrebserkrankung vom Amt des Ministerpräsidenten zurück. Seine Nachfolge trat daraufhin Satō Eisaku an, der am 1. Dezember 1964 nach Absprache ohne Gegenkandidat auch Vorsitzender der LDP wurde.
Sein Schwiegersohn Yukihiko Ikeda, der den Namen von Ikeda Hayatos Tochter Ikeda Noriko annahm, war ebenfalls Abgeordneter des Unterhauses und mehrmals Minister.
Er starb im Alter von 65 Jahren.